# チョウトンボ
チョウトンボ（蝶蜻蛉、紺礬、Rhyothemis fuliginosa、英語: butterfly dragonfly）はトンボ科に属するトンボの一種である。
翅は青紫色でつけ根から先端部にかけて黒く、強い金属光沢を持つ。前翅は細長く、後翅は幅広い。腹部は細くて短い。腹長は20-25mmほど。出現期は6-9月。羽化は6月中旬ごろから始まる。朝鮮半島、中国に分布し、日本では本州（青森県津軽、上北地方以南）、四国、九州にかけて分布する。おもに平地から丘陵地にかけての植生豊かな池沼などで見られる。チョウのようにひらひらと飛ぶのでこの和名がついている。
チョウトンボ属は、アジア、オーストラリア、オセアニア、アフリカの熱帯から温帯にかけて約22種が分布し、日本には本種のほかにオキナワチョウトンボ、ハネナガチョウトンボ、サイジョウチョウトンボが南西諸島に生息している。	